# Justin Snith
Justin Snith (født 8. december 1991 er en canadisk kælker. 
Han repræsentanterde Canada under vinter-OL 2014 i Sotsji, hvor han blev nummer fire i double.
Han vandt sølv under Vinter-OL 2018 i holdkonkurrencen 